# 사형제도 사건
사형제도 사건(2008헌가23)은 형법 제41조 등 위헌제청 대한민국 헌법재판소 판례로 사형제도가 합헌이라는 판결을 받은 사건이다.

## 사실관계
피고인은 사형선고를 받은 후 고등법원에 항소하였는데 항소심 재판 계속 중 형법 제250조 제1항, 사형제도를 규정한 형법 제41조 제1호 등에 대하여 위헌법률심판제청신청을 하였고, 고등법원은 위헌이라고 의심할 만한 상당한 이유가 있다며 위헌법률심판제청을 하였다.

## 관련조문

### 형법 제41조 (형의 종류)
형의 종류는 다음과 같다.
1. 사형
2. 징역

### 형법 제42조(징역 또는 금고의 기간)
징역 또는 금고는 무기 또는 유기로 하고 유기는 1월 이상 15년 이하로 한다. 단, 유기징역 또는 유기금고에 대하여 형을 가중하는 때에는 25년까지로 한다.

### 형법 제72조 (가석방의 요건)
①징역 또는 금고의 집행중에 있는 자가 그 행상이 양호하여 개전의 정이 현저한 때에는 무기에 있어서는 20년, 유기에 있어서는 형기의 3분의 1을 경과한 후 행정처분으로 가석방을 할 수 있다.

### 형법 제250조 (살인, 존속살해)
①사람을 살해한 자는 사형, 무기 또는 5년 이상의 징역에 처한다.

### 대한민국 성폭력범죄의 처벌 및 피해자보호 등에 관한 법률 제10조 (강간 등 살인ㆍ치사)
(1) 제5조부터 제8조까지, 제8조의2, 제12조( 제5조부터 제8조까지 및 제8조의2의 미수범만 해당한다)의 죄 또는 「형법」 제297조(강간)부터 제300조(미수범)까지의 죄를 범한 자가 사람을 살해한 때에는 사형 또는 무기징역에 처한다.

## 주문
1. 형법(1953. 9. 18. 법률 제293호로 제정된 것) 제41조 제1호, 제41조 제2호 및 제42조 중 각 ‘무기징역’ 부분, 제250조 제1항 중 ‘사형, 무기의 징역에 처한다.’는 부분, 구 ‘성폭력범죄의 처벌 및 피해자보호 등에 관한 법률’(1997. 8. 22. 법률 제5343호로 개정되고 2008. 6. 13. 법률 제9110호로 개정되기 전의 것) 제10조 제1항 중 ‘사형 또는 무기징역에 처한다.’는 부분은 각 헌법에 위반되지 아니한다.
2. 형법(1953. 9. 18. 법률 제293호로 제정된 것) 제72조 제1항 중 ‘무기징역’ 부분에 대한 위헌법률심판제청을 각하한다.

## 판단

### I. 재판의 전제성 여부

##### 1. 형법 제72조 제1항 중 '무기징역' 부분
가석방의 요건에 관한 규정은 사법부에 의하여 형이 선고, 확정된 이후의 집행에 관한 문제일 뿐 이 사건 당해 재판 단계에서 문제될 이유가 없으므로 재판의 전제성이 없어 부적법하다.

##### 2. 나머지 부분
신청인은 사형 또는 무기징역에 처할 가능성이 상당한바, 신청인에게 직접 적용되고 밀접한 관련이 있는 조항부분은 전제성이 있다.

### II. 형법 제41조 제1호(사형제도)의 위헌 여부

##### 1. 사형제도 자체의 위헌성 심사에 있어서의 쟁점
생명에 대한 권리는 비록 헌법에 명문의 규정이 없다 하더라도 인간의 생존본능과 존재목적에 바탕을 둔 선험적이고 자연법적인 권리로서 헌법에 규정된 모든 기본권의 전제로서 기능하는 기본권 중의 기본권이라 할 것이다. 국가는 헌법상 용인될 수 있는 정당한 사유 없이 생명권을 박탈하는 내용의 입법 등을 하여서는 아니될 뿐만 아니라, 한편으로는 사인의 범죄행위로 인해 일반국민의 생명권이 박탈되는 것을 방지할 수 있는 입법 등을 함으로써 일반국민의 생명권을 최대한 보호할 의무가 있다.
사형제도가 위헌인지 여부의 문제와 형사정책적 고려 등에 의하여 사형제도를 법률상 존치시킬 것인지 또는 폐지할 것인지의 문제는 서로 구분되어야 한다. 사형제도가 그러한 헌법규범에 위반하는지 여부를 판단하는 것으로서 헌법재판소에 최종적인 결정권한이 있는 반면, 사형제도를 법률상 존치시킬 것인지 또는 폐지할 것인지의 문제는 사형제도의 존치가 필요하거나 유용한지 또는 바람직한지에 관한 평가를 통하여 민주적 정당성을 가진 입법부가 결정할 입법정책적 문제이지 헌법재판소가 심사할 대상은 아니다. 사형제도 자체의 위헌성 여부를 심사하는 것과 사형을 법정형으로 규정하고 있는 개별 형벌조항의 위헌성 여부를 심사하는 것 역시 구분되어야 한다.

##### 2. 한국 헌법이 명문으로 사형제도를 인정하고 있는지 여부
한국 헌법은 사형제도에 대하여 그 금지나 허용을 직접적으로 규정하지 않는다.

##### 4. 사형제도가 생명권 제한에 있어서의 헌법상 비례원칙에 위배되는지 여부
(1) 목적의 정당성
(2) 수단의 적합성
(3) 피해의 최소성
(4) 법익의 균형성

## 같이 보기
- 사형

## 참고 문헌
- 정회철, 최근5년 헌법 중요 판례 200, 여산, 2012.
- p 100~102, 김현석, 헌법 기본판례 109선, 헤르메스, 2011. ISBN 9788994619118